# Nyasusa
Nyasusa är ett vattendrag i Burundi.   Det ligger i provinsen Rutana, i den centrala delen av landet, 90 km öster om huvudstaden Bujumbura.
Omgivningarna runt Nyasusa är en mosaik av jordbruksmark och naturlig växtlighet. Runt Nyasusa är det ganska tätbefolkat, med 185 invånare per kvadratkilometer.